# Премия имени А. Н. Крылова
Эта статья о премии Российской академии наук. Об именной премии Правительства Санкт-Петербурга, смотри Премия имени А. Н. Крылова Правительства Санкт-Петербурга.
Премия имени А. Н. Крылова — награда, присуждаемая Российской академией наук за отдельные лучшие научные работы, открытия, изобретения, а также за серии научных работ по использованию вычислительной техники в решении задач механики и математической физики.
Премия названа в честь Алексея Николаевича Крылова — основоположника теории корабля, автора множества работ по теории магнитных и гироскопических компасов, по артиллерии, механике, математике и астрономии.
В СССР премия имени А. Н. Крылова в размере 2000 рублей присуждалась советским ученым за лучшие работы по теории и применению вычислительной техники.
Кроме академической премии, существовала Премия имени академика А. Н. Крылова НТО судостроительной промышленности (Всесоюзного научно-инженерно-технического общества судостроения) за лучшие научно-исследовательские работы. 

## Лауреаты
- 1972 — Сергей Константинович Годунов — за цикл работ по использованию процессов, сопутствующих сварке взрывом, для изучения поведения металлов
- 1972 — Андрей Андреевич Дерибас — за цикл работ по использованию процессов, сопутствующих сварке взрывом, для изучения поведения металлов
- 1972 — Николай Сергеевич Козин — за цикл работ по использованию процессов, сопутствующих сварке взрывом, для изучения поведения металлов
- 1977 — Анатолий Алексеевич Дородницын — за цикл работ по численным методам аэродинамики
- 1980 — Виктор Михайлович Глушков — за серию работ на тему «Методы оптимизации в планировании и управлении»
- 1983 — Андрей Петрович Ершов — за цикл работ «Теория и применение смешанных вычислений»
- 1995 — Сергей Иванович Яковленко — за серию работ по теме «Численное моделирование механики многих кулоновских частиц из первопринципов»
- 1995 — Сергей Алексеевич Майоров — за серию работ по теме «Численное моделирование механики многих кулоновских частиц из первопринципов»
- 1995 — Алексей Николаевич Ткачев — за серию работ по теме «Численное моделирование механики многих кулоновских частиц из первопринципов»
- 1998 — Леонид Иванович Седов — за работу «Одновременное моделирование вязкостного и волнового сопротивления корабля в опытовом бассейне»
- 1998 — Валентин Михайлович Пашин — за работу «Одновременное моделирование вязкостного и волнового сопротивления корабля в опытовом бассейне»
- 1998 — Олег Павлович Орлов — за работу «Одновременное моделирование вязкостного и волнового сопротивления корабля в опытовом бассейне»
- 2001 — Борис Николаевич Четверушкин — за работу «Математическое моделирование неустановившихся газодинамических течений с помощью многопроцессорных вычислительных систем»
- 2001 — Владимир Федорович Тишкин — за работу «Математическое моделирование неустановившихся газодинамических течений с помощью многопроцессорных вычислительных систем»
- 2007 — Михаил Самуилович Иванов — за серию работ «Гистерезис перехода между регулярным и маховским отражением стационарных ударных волн»
- 2007 — Алексей Николаевич Кудрявцев — за серию работ «Гистерезис перехода между регулярным и маховским отражением стационарных ударных волн»
- 2007 — Дмитрий Владимирович Хотяновский — за серию работ «Гистерезис перехода между регулярным и маховским отражением стационарных ударных волн»
- 2010 — Валерий Александрович Светлицкий — за работу «Численные методы исследования задач статики и динамики стержневых элементов конструкций».
- 2013 — Юрий Михайлович Давыдов — за серию работ по использованию вычислительной техники в решении актуальных нелинейных задач математической физики в области аэрогидромеханики и устойчивости движения в сфере обороны и безопасности
- 2016 — Виктор Дмитриевич Лахно — за цикл работ по математическому моделированию переноса заряда в биополимерах